# Coppa Europa di skeleton 2013
La Coppa Europa di skeleton 2013 è stata l'edizione 2012/2013 del circuito continentale europeo dello skeleton, manifestazione organizzata dalla Federazione Internazionale di Bob e Skeleton; è iniziata il 24 novembre 2012 a Schönau am Königssee, in Germania, e si è conclusa il 19 gennaio 2013 ad Altenberg, sempre in Germania. Vennero disputate diciotto gare: nove per le donne e altrettante per gli uomini in quattro differenti località.
Vincitori dei trofei, conferiti agli atleti classificatisi per primi nel circuito, sono stati la tedesca Maxi Just nel singolo femminile e il connazionale Kilian von Schleinitz in quello maschile.

## Calendario
| Località             | Data                | Donne | Uomini |
| -------------------- | ------------------- | ----- | ------ |
| Schönau am Königssee | 24-25 novembre 2012 | ●●    | ●●     |
| La Plagne            | 6–7 dicembre 2012   | ●●    | ●●     |
| Innsbruck            | 12-13 gennaio 2013  | ●●●   | ●●●    |
| Altenberg            | 18-19 gennaio 2013  | ●●    | ●●     |
| Totale               | Totale              | 9     | 9      |

## Risultati

### Donne
| Data             | Località             | Prime classificate          | Seconde classificate   | Terze classificate          |
| ---------------- | -------------------- | --------------------------- | ---------------------- | --------------------------- |
| 24 novembre 2012 | Schönau am Königssee | Lena Joch Germania          | Sarah Sartor Germania  | Kim Meylemans Germania      |
| 25 novembre 2012 | Schönau am Königssee | Lena Joch Germania          | Sarah Sartor Germania  | Maxi Just Germania          |
| 6 dicembre 2012  | La Plagne            | Maxi Just Germania          | Ol'ga Korobkina Russia | Elisabeth Vathje Canada     |
| 7 dicembre 2012  | La Plagne            | Ol'ga Korobkina Russia      | Lena Joch Germania     | Elisabeth Vathje Canada     |
| 12 gennaio 2013  | Innsbruck            | Maxi Just Germania          | Elina Galieva Russia   | Kim Meylemans Germania      |
| 12 gennaio 2013  | Innsbruck            | Maxi Just Germania          | Elina Galieva Russia   | Kim Meylemans Germania      |
| 13 gennaio 2013  | Innsbruck            | Maxi Just Germania          | Sarah Sartor Germania  | Lena Joch Germania          |
| 18 gennaio 2013  | Altenberg            | Rose McGrandle Regno Unito  | Lena Joch Germania     | Jacqueline Lölling Germania |
| 19 gennaio 2013  | Altenberg            | Jacqueline Lölling Germania | Lena Joch Germania     | Maxi Just Germania          |

### Uomini
| Data             | Località             | Primi classificati             | Secondi classificati           | Terzi classificati       |
| ---------------- | -------------------- | ------------------------------ | ------------------------------ | ------------------------ |
| 24 novembre 2012 | Schönau am Königssee | Kilian von Schleinitz Germania | Anže Šetina Slovenia           | Ruslan Sabitov Russia    |
| 25 novembre 2012 | Schönau am Königssee | Anže Šetina Slovenia           | Nikita Tregubov Russia         | Michael Zachrau Germania |
| 6 dicembre 2012  | La Plagne            | Kilian von Schleinitz Germania | Aleksandr Mutovin Russia       | Keisuke Kondo Giappone   |
| 7 dicembre 2012  | La Plagne            | Aleksandr Mutovin Russia       | Ruslan Sabitov Russia          | Keisuke Kondo Giappone   |
| 12 gennaio 2013  | Innsbruck            | Aleksandr Mutovin Russia       | Kilian von Schleinitz Germania | Ronald Auderset Svizzera |
| 12 gennaio 2013  | Innsbruck            | Aleksandr Mutovin Russia       | Kilian von Schleinitz Germania | Ronald Auderset Svizzera |
| 13 gennaio 2013  | Innsbruck            | Kilian von Schleinitz Germania | Aleksandr Mutovin Russia       | Pavel Kulikov Russia     |
| 18 gennaio 2013  | Altenberg            | Michael Zachrau Germania       | Paul Fraser Canada             | Colin Domke Germania     |
| 19 gennaio 2013  | Altenberg            | Pavel Kulikov Russia           | Charles Wlodarczak Canada      | Ruslan Sabitov Russia    |

## Classifiche

### Donne
| Pos. | Nome atleta       | Nazione  | KÖN-1 | KÖN-2 | LAP-1 | LAP-2 | INN-1 | INN-2 | INN-3 | ALT-1 | ALT-2 | Punti |
| ---- | ----------------- | -------- | ----- | ----- | ----- | ----- | ----- | ----- | ----- | ----- | ----- | ----- |
| 1    | Maxi Just         | Germania | 7     | 3     | 1     | 5     | 1     | 1     | 1     | 5     | 3     | 538   |
| 2    | Lena Joch         | Germania | 1     | 1     | 5     | 2     | 5     | 5     | 3     | 2     | 2     | 535   |
| 3    | Sarah Sartor      | Germania | 2     | 2     | 5     | DNS   | 7     | 6     | 2     | 4     | 4     | 418   |
| 4    | Eiko Nakayama     | Giappone | 4     | 6     | 8     | 7     | 6     | 8     | 9     | 9     | 8     | 344   |
| 5    | Kim Meylemans     | Germania | 3     | 9     | 4     | 8     | 3     | 3     | 4     | -     | -     | 335   |
| 6    | Elisaveta Zubkova | Russia   | 5     | 11    | 9     | 10    | 9     | 13    | 11    | 13    | 10    | 289   |
| 7    | Larisa Kirina     | Russia   | 15    | 15    | 11    | 9     | 12    | 12    | 10    | 11    | 11    | 256   |
| 8    | Giulia Carpin     | Italia   | 14    | 14    | 15    | 14    | 11    | 7     | 7     | 16    | 14    | 244   |
| 9    | Ol'ga Korobkina   | Russia   | 6     | 4     | 2     | 1     | -     | -     | -     | -     | -     | 230   |
| 10   | Elina Galieva     | Russia   | -     | -     | -     | -     | 2     | 2     | 5     | 14    | 15    | 221   |

### Uomini
| Pos. | Nome atleta           | Nazione  | KÖN-1 | KÖN-2 | LAP-1 | LAP-2 | INN-1 | INN-2 | INN-3 | ALT-1 | ALT-2 | Punti |
| ---- | --------------------- | -------- | ----- | ----- | ----- | ----- | ----- | ----- | ----- | ----- | ----- | ----- |
| 1    | Kilian von Schleinitz | Germania | 1     | 5     | 1     | 4     | 2     | 2     | 1     | 8     | 11    | 516   |
| 2    | Aleksandr Mutovin     | Russia   | 10    | 11    | 2     | 1     | 1     | 1     | 2     | 6     | 16    | 477   |
| 3    | Ruslan Sabitov        | Russia   | 3     | 6     | 4     | 2     | 7     | 6     | 7     | 11    | 3     | 411   |
| 4    | Nikita Tregubov       | Russia   | 7     | 2     | 5     | 11    | 4     | 5     | 6     | 10    | 5     | 390   |
| 5    | Michael Zachrau       | Germania | 5     | 3     | 15    | DNS   | 13    | 10    | 9     | 1     | 4     | 339   |
| 6    | Maximilian Otto       | Germania | 4     | 9     | 12    | 7     | 14    | 17    | 11    | 8     | 7     | 296   |
| 7    | Colin Domke           | Germania | 8     | 12    | 13    | 13    | 17    | 16    | 17    | 3     | 8     | 263   |
| 8    | Ronald Auderset       | Svizzera | 14    | 4     | -     | -     | 3     | 3     | 4     | -     | -     | 240   |
| 9    | Marco Rohrer          | Svizzera | 21    | 16    | 7     | 14    | 10    | 8     | 12    | 26    | 10    | 225   |
| 10   | Marco Zoccolan        | Italia   | 16    | 22    | 19    | 19    | 8     | 7     | 5     | 17    | 13    | 220   |